# Георгиос Дукас
Георгиос Дукас, известен и като капитан Давелис (на гръцки: Γεώργιος Δούκας, καπετάν Νταβέλης), е гръцки революционер, капитан на андартска чета.

## Биография
Георгиос Дукас е роден в 1848 година в сятищкото гръцко село Конско, тогава в Османската империя, днес Галатини, Гърция. Още през лятото на 1876 година навлиза в Южна Македония и участва в Олимпийското въстание в 1878 година.
Георгиос Дукас заедно с Павел Киров отвличат през 1881 година каймакамина на Лерин. В 1896 година води чета по време на Гръцкото четническо движение в Македония през Гръцко-турската война. През юли 1896 година в Македония сборната чета на Атанасиос Бруфас (Бруфе), който е и ръководител на цялата акция, Георгиос Дукас, Наум Спанос и други с 200-300 души андарти се прехвърлят през Тесалия на север от Олимп. На 8 юли 150 турски войници са изпратени от Солун към Негуш, където е забелязана четата. Андартите водят няколко сражения като постепенно напредват на север, след което четата се разделя на два отряда. Войводата Бруфас заминава кам Мариово, а Йоанис Цамис (Чам) и Давелис остават в района на Катерини. В Пелистер Бруфас е обграден от турски аскер, като на помощ му идва Давелис и нанасят тежко поражение на турската армия.
След това Дукас се включва в Гръцката въоръжена пропаганда в Македония.